# П. И. П. Цона Артиђанале (Бари)
П. И. П. Цона Артиђанале (итал. P.I.P.-Zona Artigianale) је насеље у Италији у округу Бари, региону Апулија.
Према процени из 2011. у насељу је живело 12 становника. Насеље се налази на надморској висини од 405 м.